# Psammogeaya arenata
Genre
Espèce
Psammogeaya arenata, unique représentant du genre Psammogeaya, est une espèce d'opilions eupnois de la famille des Sclerosomatidae.

## Distribution
Cette espèce est endémique d'Uruguay .

## Publication originale
- Mello-Leitão, 1946 : « Nuevos arácnidos sudamericanos de las colecciones del museo de Historia Natural de Montevideo. » Comunicaciones zoologicas del Museo de Historia natural de Montevideo, vol. 2, no 35, p. 1–10.